# كابريتاج حلوان
عين حلوان أو عيون حلوان الكبريتية أو عيون حمامات حلوان أو مركز حلوان الكبريتي للطب الطبيعي والروماتيزم والتأهيل والمعروف باسم كابريتاج حلوان من أشهر العيون المائية في مصر، وتلك الشهرة بسبب كمية الكبريت المعالجة التي تصل إلى 27%. وهناك عينين بحلوان عين تقع بجوار مترو عين حلوان، وعين أخرى تدعي حمامات حلوان «كابريتاج حلوان» وهي الأشهر بشارع منصور.

## الموقع
تقع عيون حلوان فوق مستوى النيل بما يقرب من 33م ويبعد عنها النيل بمسافة تقدر بحوالي 4 كم، والمنطقة الموجود فيها العيون تقدر بحوالي 4.5 كم في الناحية الشمالية الجنوبية وبحوالي 3.5 كم في الناحية الشرقية الغربية، بشارع منصور بحلوان بحوار ميدان كبير «ميدان الشهداء» وتوجد محطة مترو قريبة باسم حلوان وهناك عين أخرى بمنطقة عين حلوان ويوجد فيها عين كبريتيه مقام عليها حمام سباحه مياه كبريتيه لاستخدامه.

## عين حلوان تاريخيا

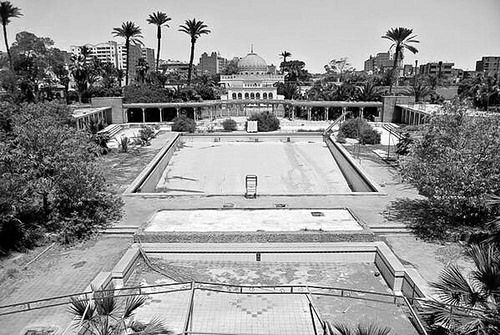
حمامات حلوان (كبريتاج حلوان) 1889

عرفت عين حلوان في عصر المصريين القدماء فقد ذكرت في حجر رشيد باللغة الهيروغليفية باسم «عين-آن» حيث اعتبرها المصريون القدماء نوعاً من الأعمال الخيرية الإلهية، وزاد الأهتمام بهذه العيون في عصر الخليفة عبد العزيز بن مروان حيث أجتاح مدينة الفسطاط مرض الطاعون في عام 690م فأرسل الخليفة كشافين لكي يكتشفوا مكان صحي لإقامته، فتوقفوا في حلوان وفيها أسس حكومته وأقام ثكنات للجنود ونقل الدواوين إليها، ثم اندثرت بعد ذلك لتظهر في عهد الخديوي عباس الأول.
ففي عهد الخديوي عباس وبالتحديد عام 1849م كان الجيش يعسكر بالقرب من حلوان وتصادف أن أصيب العديد من الجنود بالجرب وكان أحد هؤلاء الجنود يتجول في الصحراء ناحية التلال فاكتشف مياه غريبة تحتوي على كبريت وما أن اغتسل فيها حتى تناقصت حكة الجلد وشفي منها، فأخبر رفاقه بالأمر وشفوا مما أصابهم، ووصلت أخبار هؤلاء العسكر للخديوي فأرسل الجنود المصابين بالأمراض الجلدية والروماتيزمية إلى عيون حلوان وكان يتبعهم كذلك العديد من المدنيين، ويقيمون في خيام ويحفروا حفراً صغيرة ليخرج بها الماء الشافي.
في صيف العام 1868م أرسل الخديوي إسماعيل لجنة لدراسة هذه العيون وأصدر بعدها فرماناً ببناء منتجع حراري، وتم الانتهاء منه عام 1871م وبني فندق جراند هوتيل «مدرسة ثانوية للبنات حالياً» بالقرب منها، وقد عهد بإدارة المنتجع عام 1872م إلى الدكتور رايل «له شارع مشهور باسمه بالمدينة» ؛ وهو أحد الباحثين الذين درسوا تأثيرات مياه حمامات حلوان الطبية.
فى عهد الخديوى عباس حلمي الثاني كان الحمام الذي بني في عهد الخديوى إسماعيل قد تصدع وساءت حالته فأمر ببناء حمام جديد على أسس صحية حديثة وأيضا تاريخ الإنتهاء من البناء وتولى بناء الحمام الثري المعروف سوارس وأشرف على البناء المهندس المعماري باتيجللي وافتتحه الخديوى عباس حلمي الثاني سنه 1899م وفى عهد الملك فؤاد سنه 1926م إستردت الحكومة المصرية فندق الحمامات من شركة اللوكاندات التي كانت تستأجره وتسلمتها وزارة المعارف العمومية وتم تحويله إلى مدرسة حلوان الثانوية

## كابريتاج حلوان
يظن الزوار أن كابريتاج حلوان العيون نفسها لشهرت المكان قديمًا ولكن غير صحيح، فهو ملحق بالعيون لاستقبال الزوار وأماكن للتسلية، وحمام سباحة، والاسم الصحيح «حمامات حلوان الكبريتية». واُستبعد كابريتاج حلوان من خريطة السياحة العلاجية في مصر، ولكن لا يزال مركز حلوان الكبريتي للطب الطبيعى والروماتيزم للعيون الكبريتية يعمل بأسعار زهيدة.

## حريق
نشب حريق يوم الأحد الموافق 21 من شهر يناير سنة 2024، بمنطقة الكابريتاج السياحية المخصصة للعلاج بمياه الكبريت، وانتقل عدد من سيارات الإطفاء بمديرية أمن القاهرة، إلى المكان لإخماد الحريق، ورجحت النيابة سبب الحريق إلى إلقاء سجارة مشتعلة في الحديقة التاريخية.

## معرض الصور

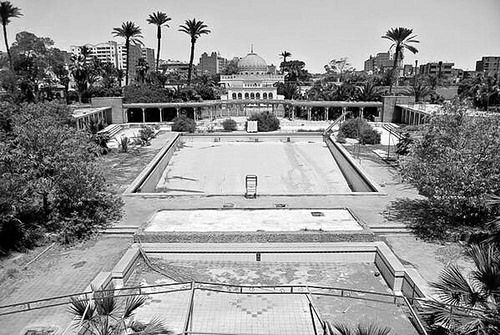
حمامات حلوان (كبريتاج حلوان) في العشرينات